# Сен-Кло (кантон)
Сен-Кло (фр. Saint-Claud) — кантон во Франции, находится в регионе Пуату — Шаранта, департамент Шаранта. Входит в состав округа Конфолан.
Код INSEE кантона — 1626. Всего в кантон Сен-Кло входят 14 коммун, из них главной коммуной является Сен-Кло.
Население кантона на 2007 год составляло 10 997 человек.
Коммуны кантона:
- Больё-сюр-Соннет
- Женуйяк
- Ле-Гран-Мадьё
- Ле-Пен
- Люссак
- Мазьер
- Ньёй
- Парзак
- Румазьер-Лубер
- Сен-Кло
- Сен-Лоран-де-Сери
- Сен-Мари
- Сюо
- Шаснёй-сюр-Боньёр